# Dorothée au pays des chansons (spectacle)
Tournées par Dorothée
Dorothée tambour battant
Dorothée au pays des chansons est le premier spectacle de Dorothée. Il soutient le premier album de l'artiste qui porte le même nom (Dorothée au pays des chansons).
Dans un premier temps, ce spectacle fut uniquement tourné en studio pour une diffusion télé en 1980 sur Antenne 2. Il est finalement présenté au public dans le cadre du « Village des enfants », au Champ de Mars, en partenariat avec Europe 1, Antenne 2 et la Mairie de Paris du 24 décembre 1980 au 4 janvier 1981.
Devant le succès, cette comédie musicale est reprise sur la scène de l'Olympia de Paris du 9 au 21 avril 1981. Le directeur de la salle, Jean-Michel Boris, confiera « ne pas avoir vu un tel engouement depuis Johnny Hallyday ! »
Le spectacle fut filmé en studio pour Antenne 2 (diffusé le 25 décembre 1981) et une vidéo commercialisée en 1984.

## Synopsis
Dorothée se trouve projetée au pays des chansons, où elle rencontre des personnages fantastiques dont l'existence est menacée par les horribles dissonances.
Ce premier conte musical écrit pour Dorothée permet de balayer les grands courants musicaux de la culture musicale contemporaine : Rock, blues, slow …dans un esprit ludique et pédagogique. 

Chaque style et genre musical est représenté par un personnage humain.

## Informations
| Personnes sur scène |                                                                                    |                                                                |
| Interprètes : - Dorothée - Jacky - Alain Chaufour - Zabou Breitman - Jean-Jacques Chardeau - Ariane Carletti Scénario et dialogues : - Jean-François Porry - Michel Jourdan - Jacques Pessis | Musiciens : - Michel jourdan - Jean-Pierre Stora Réalisation TV : - Mathias Ledoux | Choregraphie : - Chris Georgiadis Costumes : - Roberto Rosselo |

## Dates et Lieux des Concerts
| Date                                  | Ville | Salle         |
| ------------------------------------- | ----- | ------------- |
| du 24 décembre 1980 au 4 janvier 1981 | Paris | Champ-de-Mars |
| du 9 avril 1981 au 21 avril 1981      | Paris | L'Olympia     |